# Peter von Heydebreck
Hans-Adam Otto von Heydebreck, znany jako Peter von Heydebreck (ur. 1 lipca 1889 w Koszalinie, zm. 30 czerwca 1934 w Monachium) – niemiecki wojskowy, dowódca oddziałów Freikorpsu, członek NSDAP i SA.

## Życiorys
Ukończył szkoły kadetów w Koszalinie i Lichterfelde. Brał udział w I wojnie światowej, tracąc lewą rękę. Brał udział w walkach podczas powstania wielkopolskiego, stojąc na czele Oelser Jägerbatailon, potocznie zwanym Freikorps v. Heydebreck. Na czas plebiscytu na Górnym Śląsku dowodził sztabem niemieckich bojówek w Wierzbcu koło Prudnika. Podczas III powstania śląskiego utworzył w Brzegu batalion ochotniczy, który w składzie Freikorps Oberland brał udział w walkach pod Górą Świętej Anny oraz zdobył Kędzierzyn. W 1923 założył w Zabrzu paramilitarną organizację Freischar. Po klęsce puczu monachijskiego był więziony przez 6 miesięcy.
Rozstrzelany podczas nocy długich noży. 16 marca 1934, czyli za życia, nazwano jego imieniem (Heydebreck) miasto Kędzierzyn (wówczas zwane Kandrzin), którą to nazwę miasto nosiło do 1945 roku. Autor wspomnień Wir Wehr-Wölfe. Erinnerungen eines Freikorpsführers (1931).